# Srae Ambel
Srae Ambel es uno de los ocho distritos que forman la provincia camboyana de Koh Kong, con una población estimada en marzo de 2008 de 37 623 habitantes. Está dividido en las siguientes  comunas (khum), que se muestran asimismo con población estimada de 2008:
- Boeng Preav 6,940
- Chi Kha Kraom 3,174
- Chi Kha Leu 3,871
- Chrouy Svay 4,120
- Dang Peaeng 6,842
- Srae Ambel 12,676[1]